# Championnats d'Amérique du Sud juniors d'athlétisme 2019
Navigation
Championnats d'Amérique du Sud juniors 2017 Championnats d'Amérique du Sud juniors 2021
Les Championnats d’Amérique du Sud juniors d’athlétisme se déroulent les 15 et 16 juin 2019 à Cali.

## Résultats

### Hommes
| Épreuve                       | Or                                                                       | Or             | Argent                                                            | Argent      | Bronze                                                                    | Bronze       |
| ----------------------------- | ------------------------------------------------------------------------ | -------------- | ----------------------------------------------------------------- | ----------- | ------------------------------------------------------------------------- | ------------ |
| 100 m (0,0 m/s)               | Erik Cardoso Brésil                                                      | 10 s 23 (PB)   | Lucas da Silva Brésil                                             | 10.40       | Anderson Marquinez Équateur                                               | 10.53        |
| 200 m (-1,4 m/s)              | Lucas Vilar Brésil                                                       | 20 s 71        | Anderson Marquinez Équateur                                       | 21.04       | Steeven Salas Équateur                                                    | 21.44        |
| 400 m                         | Alison dos Santos Brésil                                                 | 45 s 78 (PB)   | Douglas da Silva Brésil                                           | 46.74       | Marco Antonio Vilca Pérou                                                 | 47.41        |
| 800 m                         | Marco Antonio Vilca Pérou                                                | 1 min 48 s 86  | Jhonatan Rodríguez Colombie                                       | 1:49.09     | Agnaldo Gonzaga Brésil                                                    | 1:49.38      |
| 1 500 m                       | Lucas Leite Brésil                                                       | 3 min 57 s 82  | Agnaldo Gonzaga Brésil                                            | 3:59.32     | Hugo Cespedes Paraguay                                                    | 4 min 1 s 12 |
| 5 000 m                       | Jagannatha Sánchez Colombie                                              | 15 min 3 s 30  | Frank Sánchez Pérou                                               | 15 min 3.32 | Alan Andachi Équateur                                                     | 15 min 3.37  |
| 10 000 m                      | Walter Martín Colombie                                                   | 32 min 33 s 11 | Erick Tonguino Équateur                                           | 32:53.59    | Joel Colque Bolivie                                                       | 33:03.72     |
| 110 m haies (99 cm) (0,0 m/s) | Vinicius Catai Brésil                                                    | 13 s 80        | Adrian Vieira Brésil                                              | 13 s 85     | Martín Saenz Chili                                                        | 13.98        |
| 400 m haies                   | Caio Teixeira Brésil                                                     | 51 s 02        | Damian Moretta Argentine                                          | 51.02       | Pedro Garrido Argentine                                                   | 52.15        |
| 3 000 m steeple               | Juan Sebastián Ascanio Colombie                                          | 9 min 15 s 34  | Julio Palomino Pérou                                              | 9:16.61     | Luis Mamani Bolivie                                                       | 9:24.37      |
| 4 × 100 m                     | Brésil Erik Cardoso Lucas da Silva Thiago Santos Lucas Vilar             | 40 s 30        | Colombie Jerson Lazo John Paredes Yuber Ramos Luis Saltarín       | 40.63       | Équateur Anderson Marquinez Steeven Salas Jesus Mina Katriel Angulo       | 41.09        |
| 4 × 400 m                     | Brésil Fábio Henrique Lima Douglas da Silva Bruno da Silva Caio Teixeira | 3 min 9 s 37   | Colombie Neiker Abello Samuel Cortes Juan Mena Jhonatan Rodríguez | 3:13.43     | Équateur Anderson Marquinez Steeven Salas Katriel Angulo Miguel Maldonado | 3:18.76      |
| 10,000 m marche sur piste     | Sebastián Merchán Colombie                                               | 43 min 46 s 33 | Jinson Álvarez Équateur                                           | 44:34.63    | Noe Quispe Pérou                                                          | 45:37.89     |
| Saut en hauteur               | Elton Petronilho Brésil                                                  | 2,12 m         | Tomás Ferrari Argentine                                           | 2.12        | Ricardo Mireles Venezuela                                                 | 2.12         |
| Saut à la perche              | Pablo Zaffaroni Argentine                                                | 5,00 m         | José Tomas Nieto Colombie                                         | 4.90        | Dayander Pacho Équateur                                                   | 4.90         |
| Saut en longueur              | Joel dos Santos Argentine                                                | 7,53 m         | Adrian Vieira Brésil                                              | 7.23        | Bruno Yoset Uruguay                                                       | 7.20         |
| Triple saut                   | Arnovis Dalmero Colombie                                                 | 16,52 m        | Geiner Moreno Colombie                                            | 15.81       | Flavio de Farias Brésil                                                   | 15.60        |
| Poids (6 kg)                  | Nazareno Sasia Argentine                                                 | 19,13 m        | Luis Fabio Rodrigues Brésil                                       | 17.98       | Paul Bouey Chili                                                          | 17.36        |
| Disque (1,75 kg)              | Claudio Romero Chili                                                     | 62,68 m (PB)   | Alan de Falchi Brésil                                             | 56.87       | Nazareno Sasia Argentine                                                  | 53.91        |
| Marteau (6 kg)                | Julio Nobile Argentine                                                   | 69,02 m        | Juan Ignacio Salazar Chili                                        | 66.07       | Erick Barbosa Colombie                                                    | 65.41        |
| Javelot                       | Luiz Mauricio da Silva Brésil                                            | 71,17 m        | Jean Mairongo Équateur                                            | 68.30       | Willam Torres Équateur                                                    | 67.68        |
| Décathlon (junior)            | Jonathan da Silva Brésil                                                 | 6 561 pts      | Daniel Mejicano Venezuela                                         | 6510        | Julio Angulo Colombie                                                     | 6375         |
| Modèle:Sports record codes    |                                                                          |                |                                                                   |             |                                                                           |              |